# Hermonassa
Hermonassa är ett släkte av fjärilar. Hermonassa ingår i familjen nattflyn.

## Bildgalleri

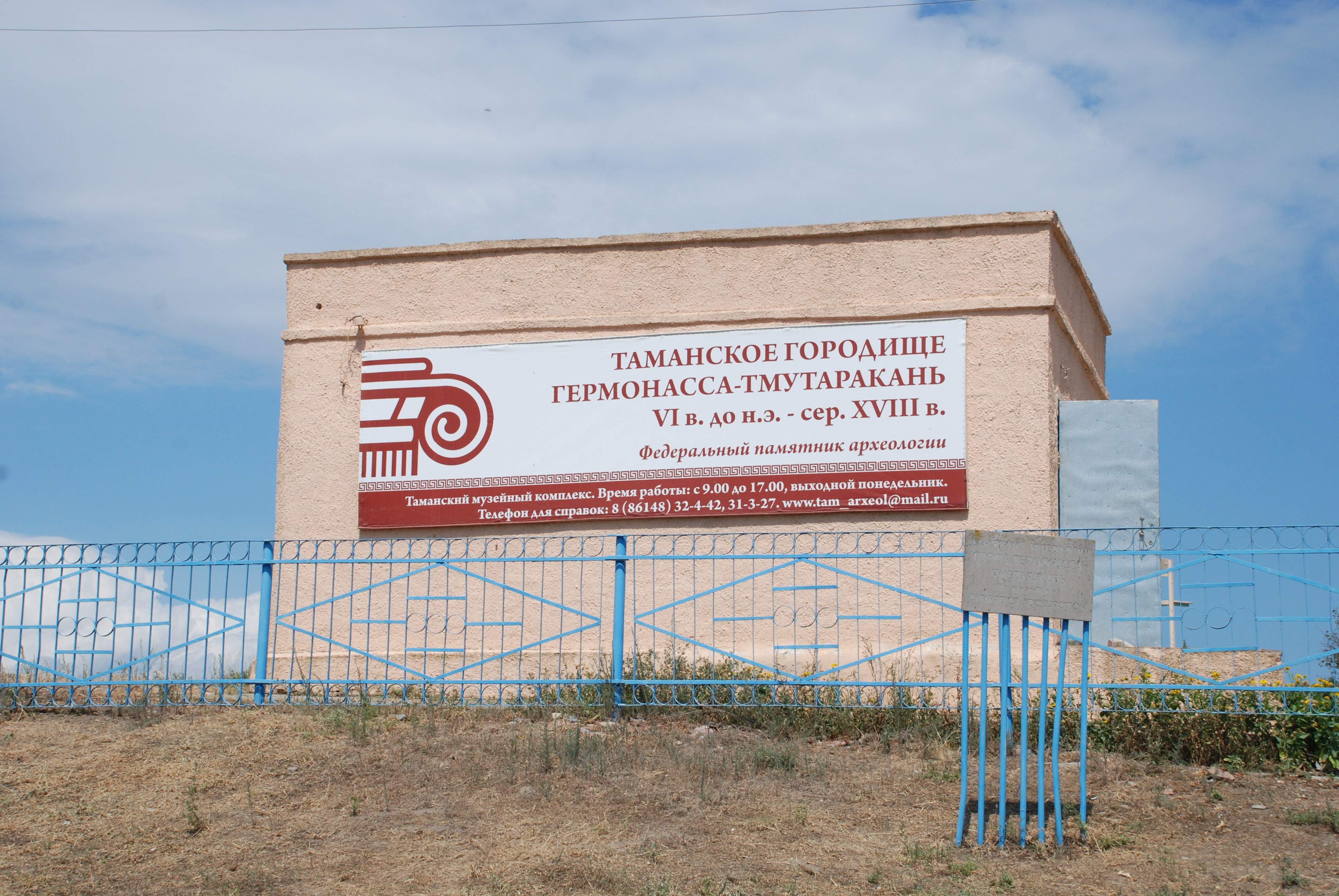
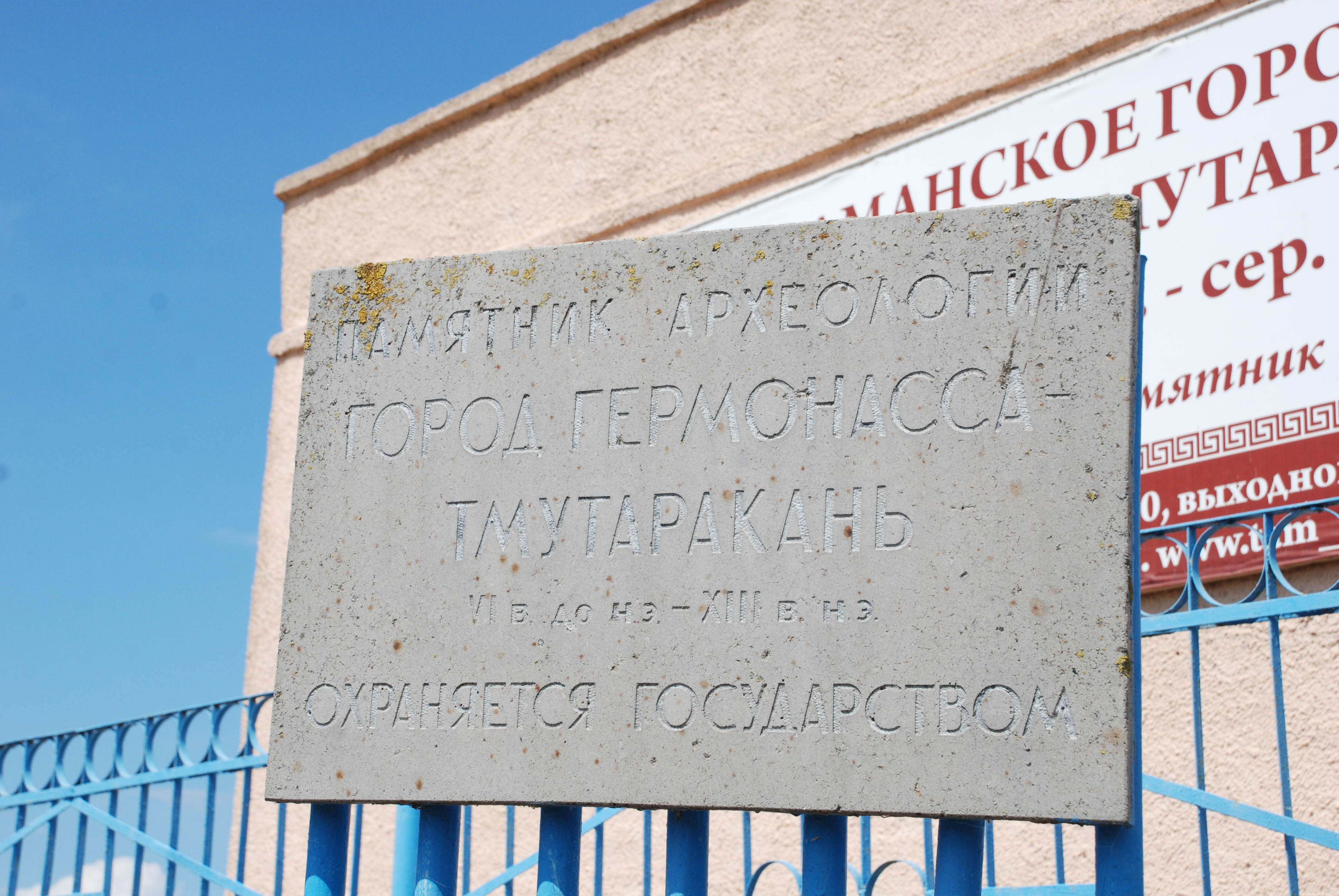
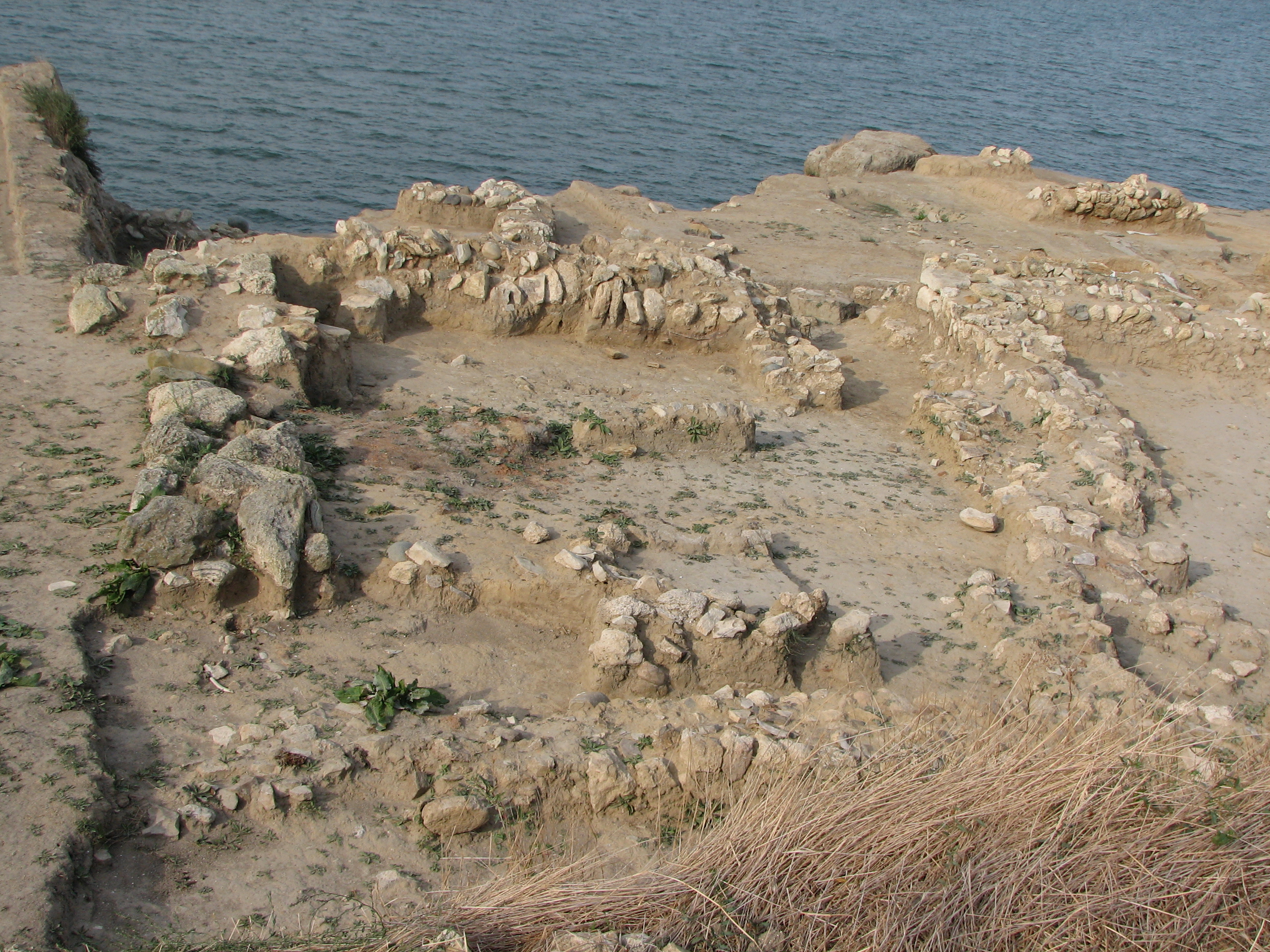
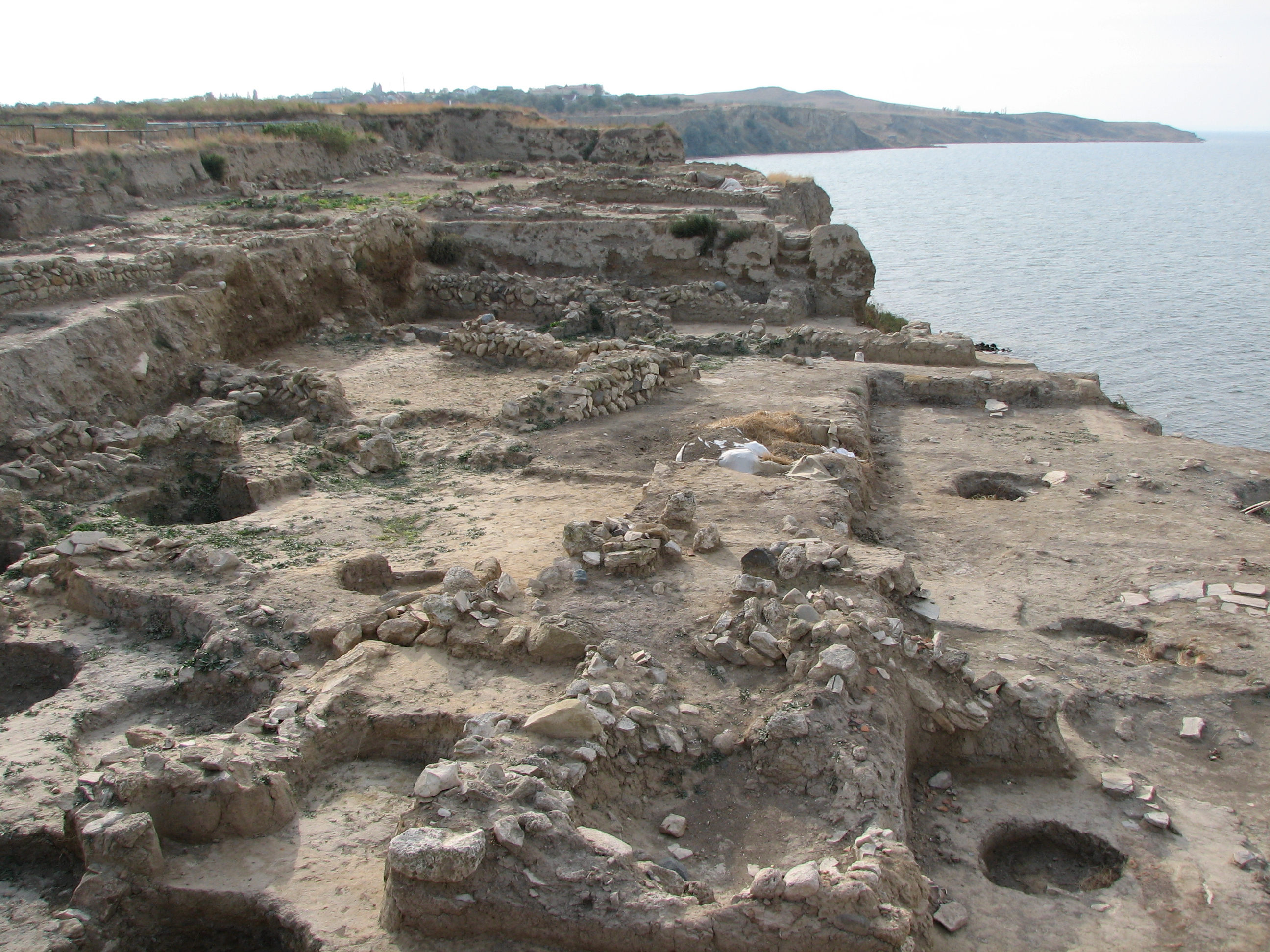
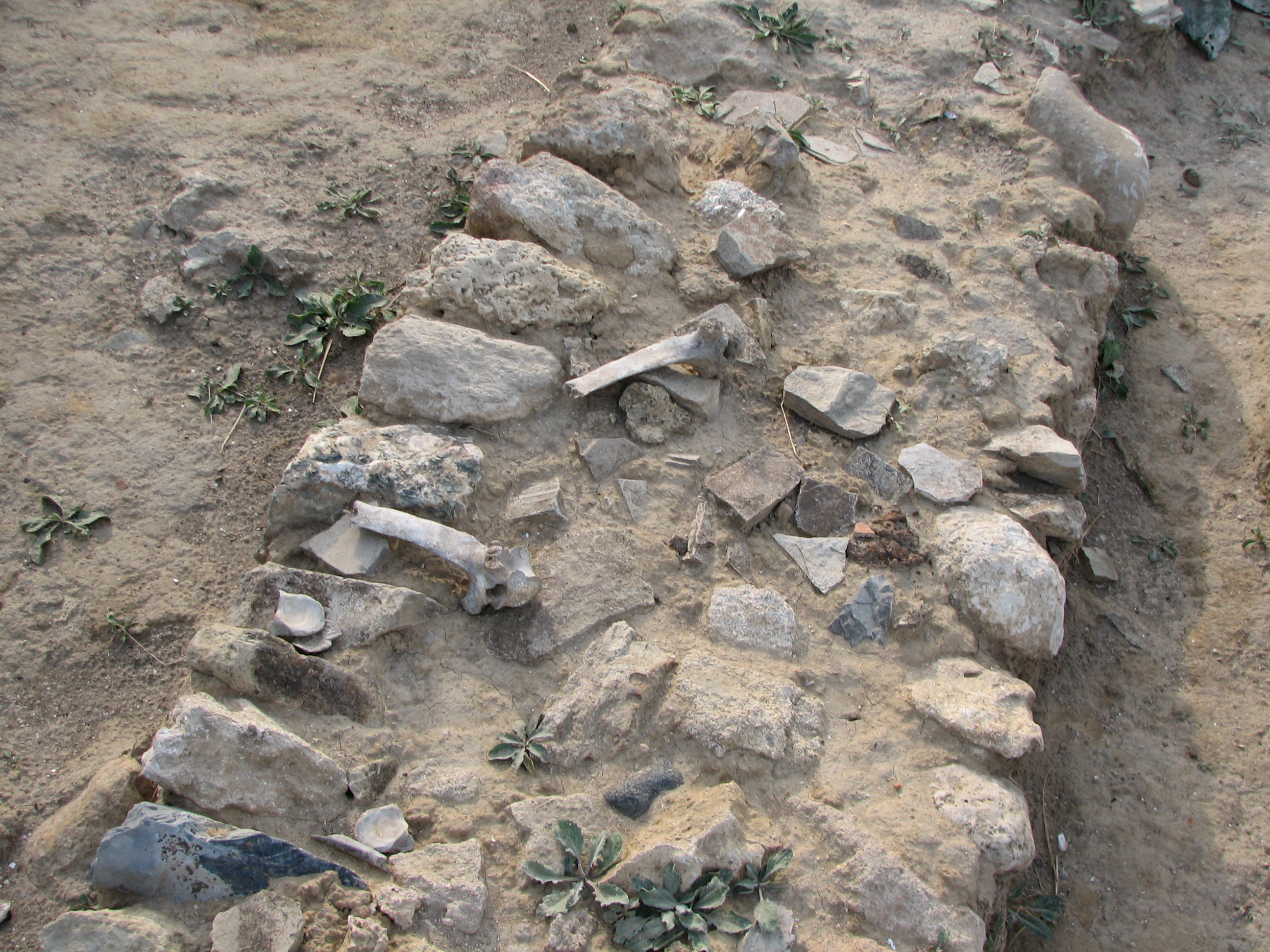
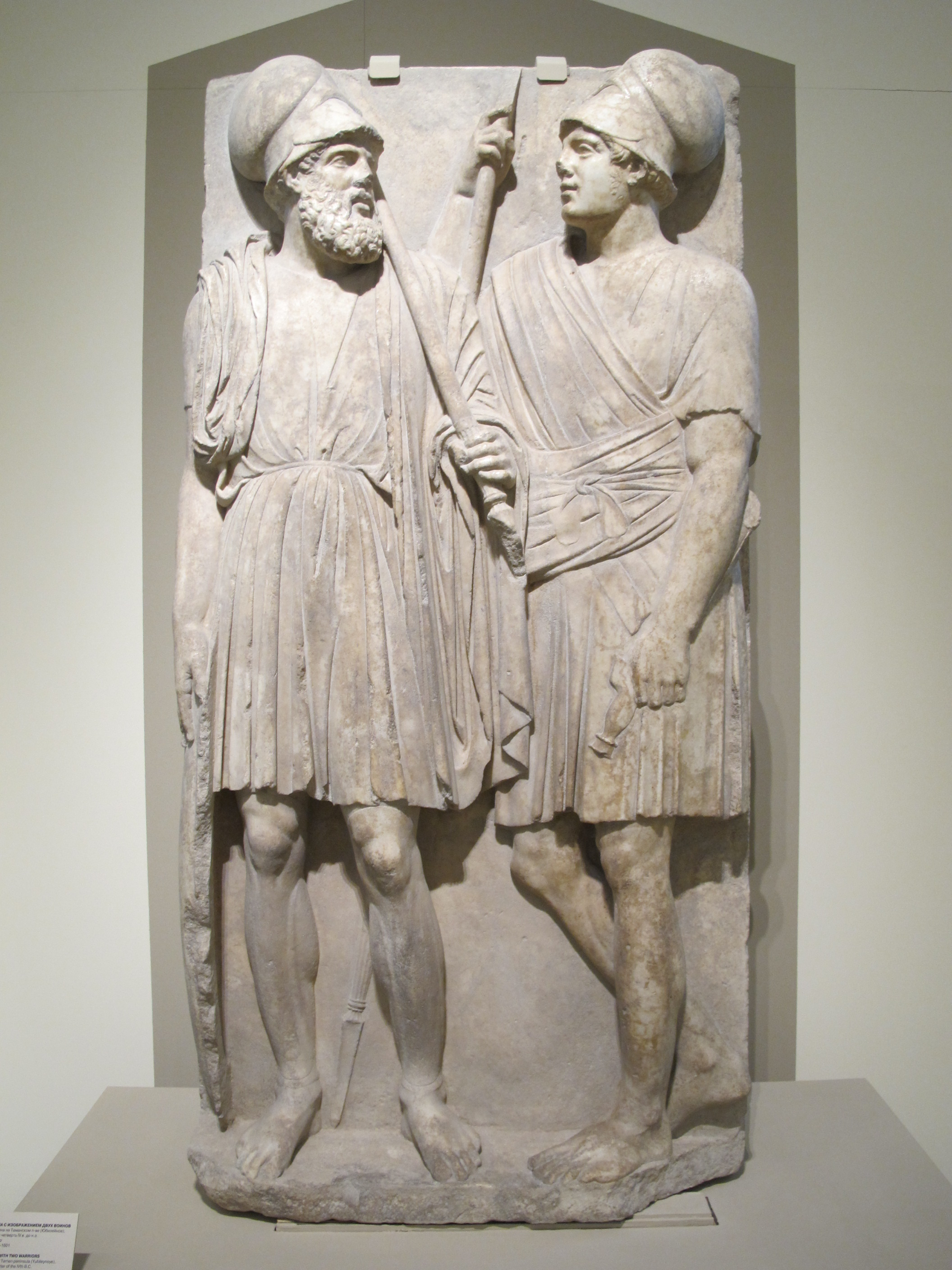

## Dottertaxa tillHermonassa, i alfabetisk ordning[1]
- Hermonassa amurensis
- Hermonassa anthracina
- Hermonassa arenosa
- Hermonassa baileyi
- Hermonassa bonza
- Hermonassa callista
- Hermonassa cecilia
- Hermonassa chagyabensis
- Hermonassa chalcidia
- Hermonassa chalybeata
- Hermonassa chersotidia
- Hermonassa chlora
- Hermonassa chryserythra
- Hermonassa clava
- Hermonassa consignata
- Hermonassa cuprina
- Hermonassa cyanerythra
- Hermonassa cyanolepis
- Hermonassa cymatonyx
- Hermonassa diaphana
- Hermonassa diaphthorea
- Hermonassa dichroma
- Hermonassa dictyodes
- Hermonassa dictyota
- Hermonassa discoidalis
- Hermonassa dispila
- Hermonassa dispiloides
- Hermonassa doiinthanon
- Hermonassa ellenae
- Hermonassa emodicola
- Hermonassa eucosma
- Hermonassa euxoides
- Hermonassa fasciata
- Hermonassa ferruginea
- Hermonassa finitima
- Hermonassa fulvescens
- Hermonassa furva
- Hermonassa gigantea
- Hermonassa griseosignata
- Hermonassa hemicyclia
- Hermonassa hoenei
- Hermonassa hyalina
- Hermonassa hypoleuca
- Hermonassa incisa
- Hermonassa inconstans
- Hermonassa juncta
- Hermonassa kaschmiricola
- Hermonassa khasiana
- Hermonassa lama
- Hermonassa lanceola
- Hermonassa legraini
- Hermonassa lineata
- Hermonassa lunata
- Hermonassa macrotheca
- Hermonassa macrothylex
- Hermonassa marsypiophora
- Hermonassa megaspila
- Hermonassa modesta
- Hermonassa moorei
- Hermonassa nigriventris
- Hermonassa nycticorax
- Hermonassa obscura
- Hermonassa oleographa
- Hermonassa oliva
- Hermonassa olivascens
- Hermonassa opina
- Hermonassa orbicularis
- Hermonassa orphnina
- Hermonassa oxyspila
- Hermonassa pallida
- Hermonassa pallidipicta
- Hermonassa pallidula
- Hermonassa penna
- Hermonassa phenax
- Hermonassa planeta
- Hermonassa psilodora
- Hermonassa pygmaea
- Hermonassa renifera
- Hermonassa reticulata
- Hermonassa robusta
- Hermonassa roesleri
- Hermonassa rufa
- Hermonassa siamensis
- Hermonassa sinuata
- Hermonassa sobeyi
- Hermonassa spilota
- Hermonassa staudingeri
- Hermonassa stenochoria
- Hermonassa stigmatica
- Hermonassa swanni
- Hermonassa tamsi
- Hermonassa tapaishana
- Hermonassa thailandica
- Hermonassa xanthochlora
- Hermonassa yeterofuna